# Samuel Eto'o
Samuel Eto'o Fils (pronunție în franceză [samɥɛl eto fis]; n. 10 martie 1981, Douala, Camerun) este un fotbalist camerunez retras din activitate, care a jucat pe postul de atacant la mai multe cluburi importante, dar și la echipa națională de fotbal a Camerunului, unde a fost și căpitan.
Eto'o a marcat peste 100 de goluri în 5 sezoane cu FC Barcelona, și este actualul deținător al recordului de cele mai multe meciuri jucate de către un jucător african în La Liga. Din iunie 2009 el a devenit unul dintre cei mai buni marcatori ai Barcelonei. De asemenea, el este unul dintre cei care au marcat în două finale ale UEFA Champions League.
Ca membru al lotului echipei naționale a Camerunului, a reușit să câștige aurul la jocurile olimpice din 2000. Eto'o a participat la două Cupe Mondiale și 6 Cupe ale Africii, dintre care două le-a câștigat. Este cel mai bun marcator al Cupei Africii, cu 18 reușite.

## Cariera de club

### Real Madrid
În 1997, Eto'o a semnat cu Real Madrid, dar s-a antrenat cu Real Madrid B, pentru că avea o vârstă fragedă. Real Madrid B a retrogadat în Segunda División B, unde fotbaliștii neeuropeni sunt interziși, rezultând un transfer la CD Leganés pentru sezonul 1997-1998. După 30 de meciuri și doar 4 goluri la Leganes, Eto'o a revenit la Madrid la finalul sezonului 1997-1998. În ianuarie 1999 a fost împrumutat la Espanyol, dar nu a reușit să joace niciun meci.

### Mallorca
Următoarele două sezoane, Eto'o a fost împrumutat de Mallorca, care jucau în prima divizie. În cel de-al doilea sezon la Mallorca a marcat 11 goluri și a început să acorde atenție celorlalți. Președintele Mallorcăi, Mateo Alemany a spus despre stilul său de joc: „Mă îndoiesc că există alt jucător în lume care să satisfacă mai mult fanii la acest moment.”
La sfârșitul celui de-al doilea sezon, Eto'o a părăsit echipa din Madrid și a semnat un contract cu Mallorca pentru o sumă record de 4,4 milioane €. Eto'o a declarat după semnarea contractului: „Îmi place aici, la Mallorca, m-am simțit bine și înainte, fanii mă apreciază și am un contract care va expira în 2007”. Aprecierea fanilor a crescut după ce el a donat 30.000 € constând în pachete de mâncare pentru suporterii Mallorcăi care s-au deplasat la Stadionul Manuel Martínez Valero unde avea loc finala Cupei Spaniei împotriva celor de la Recreativo Huelva în 2003. Mallorca a câștigat meciul cu 3-0, cu Eto'o marcând ultimele 2 goluri. Totuși, atitudinea sa recalcitrantă a dus la mai multe incidente extrasportive, Eto'o fiind reclamat pentru amenințări cu moartea. Bartolome Terrassa, un jurnalist de la televizor a acuzat jucătorul pentru următoarele spuse: „Data viitoare nu vei mai scăpa; te voi omorî.” Acesta nu a fost primul incident, întrucât anul precedent Daniel Argibeaut, un fost impresar, l-a acuzat că l-ar fi asaltat cu patru complici, spunând: „Apoi ei mi-au luat pantofii, gest care în Camerun este echivalent cu amenințarea cu moartea.”
Eto'o a părăsit echipa din postura de cel mai bun marcator al Mallorcăi în campionatul Spaniei, cu 54 de goluri când a semnat cu FC Barcelona în 2004 pentru suma de 24 milioane €, după lungi negocieri cu Real Madrid și Mallorca. 
Inițial, președintele Realului, Florentino Pérez a vrut să cumpere înapoi drepturile jucătorului, dar suma Barçei a fost suficientă pentru a asigura transferul. Echipa avea deja contingentul plin de 3 jucători extracomunitari.

### Barcelona

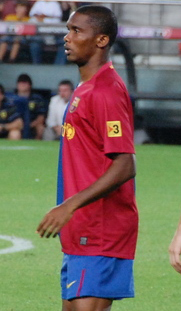
Eto'o jucând pentru Barcelona

#### 2004-2006
Eto'o a debutat la Barcelona împotriva celor de la Racing Santander pe 29 august 2004. După ce Barcelona a câștigat titlul în sezonul 2004-2005, echipa a organizat o petrecere pe Camp Nou, în care Eto'o a cântat „Madrid, cabrón, saluda al campeón” (în română Madrid, bastarzilor, salutați campionii). Federația Regală Spaniolă de Fotbal l-a amendat pe Eto'o cu suma de 12.000 € pentru comentariile sale, pentru care mai târziu jucătorul și-a cerut scuze. Și-a exprimat regretul și a cerut scuze față de echipa la care a debutat în fotbalul profesionist. Liderul federației fanilor Realului nu a fost impresionat, spunând: „Acest personaj este un jucător fantastic, însă caracterul său lasă de dorit.” A semnat un contract cu Barça în iunie 2005.
După ce a ratat trofeul Pichichi (desemnat celui mai bun marcator din La Liga) acordat în urmă cu un an, Eto'o l-a depășit ca număr de goluri pe atacantul David Villa marcând golul cu numărul 26 împotriva celor de la Athletic Bilbao. Eto'o recunoscător coechipierilor, pe care i-a felicitat coechipierii, spunând: „Deși toată echipa a depus efort, întrucât o singură persoană primește trofeul. Am muncit din greu tot sezonul și tocmai am primit premiile.”
Eto'o a mai contribuit cu șase goluri în parcursul Barcelonei în Liga Campionilor către finală. Acolo, portarul lui Arsenal a fost eliminat din cauza unei ciocniri cu Eto'o în afara careului. Catalanii s-au străduit să-și valorifice avantajul de un om în plus, iar Eto'o a marcat golul de care aveau nevoie pentru a câștiga. Barcelona a învins cu 2–1 și Eto'o a fost numit „Cel mai bun atacant UEFA al anului” pentru realizările sale din campania europeană.
În aceste sezoane, Eto'o a mai câștigat trei titluri consecutive istorice de Fotbalistul african al anului. A declarat în cadrul festivității decernării premiului din 2005: „Mai presus de orice, acest premiu este dedicat tuturor copiilor din Africa.” A fost selectat și pentru FIFPro World XI și a terminat al treilea pentru Fotbalistul Anului FIFA, devenind al doilea african din toate timpurile care s-a clasat printre primii trei.
Următorul sezon a început prost pentru Eto'o, el suferind o ruptură a meniscusului de la genunchiul drept în timpul unui meci din Liga Campionilor contra celor de Werder Bremer pe 27 septembrie 2006. Medicii Barcelonei au estimat că el va sta pe tușă o perioadă de 2 sau 3 luni. După operație, timpul de refacere al lui Eto'o a fost extins la 5 luni, dar a reînceput antrenamentele din ianuarie 2007.

#### 2007-2009

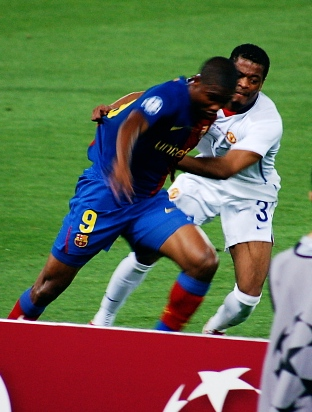
Samuel Eto'o în duel cu fundașul lui Manchester United, Patrice Evra

Eto'o a refuzat să intre pe teren din postura de rezervă pentru meciul cu Racing Santander de pe 11 februarie 2007. Antrenorul Barcelonei, Frank Rijkaard a spus după meci: „El n-a vrut să joace; nu știu de ce.” Ronaldinho l-a criticat spunând că Eto'o nu pune echipa pe primul loc, dar camerunezul calmează spiritele spunând că nu a intrat pe teren deoarece nu a avut destul timp la dispoziție pentru o încălzire corectă. Trei luni mai târziu, Eto'o a spus:„Aceste speculații nu mă deranjează. Dacă e adevărat că nu sunt dorit la echipă, atunci voi pleca. Dar, după cum am mai zis, sunt fericit aici. Presa poate scrie ce vrea.” Din cauza următoarelor comentarii, președintele Barcelonei, Joan Laporta, a acționat rapid și a infirmat zvonurile privind transferurile lui Eto'o și Ronaldinho.
După agravarea accidentării la menisc într-un meci amical din timpul varii împotriva celor de la Internazionale Milano, Eto'o a fost trecut pe margine pe termen nelimitat. Pe 17 octombrie, la mijlocul perioadei de recuperare, Eto'o a primit cetățenia spaniolă. A fost gata de joc pe 4 decembrie, iar o săptămână mai târziu a intrat pe teren în meciul contra celor de la Deportivo La Coruña.
Eto'o a marcat primul său hat-trick împotriva celor de la Levante UD pe 24 februarie 2008. A terminat sezonul cu 16 goluri în 18 meciuri. Pe 25 octombrie, el a doborât recordul de cel mai rapid hat-trick din istoria clubului după ce a marcat de 3 ori în poarta Almeriei.
Pe 29 noiembrie 2008 a marcat al 111 gol al carierei la Barcelona din toate competițiile într-o victorie cu 3-0 împotriva Sevillei, aducându-i un loc între primii 10 marcatori din toate timpurile ai Barcelonei. Pe 14 februarie 2009, a marcat golurile 99 și 100 al carierei la Barcelona doar în campionat într-un egal terminat 2-2 cu Real Betis.
Eto'o a marcat primul gol din finala Ligii Campionilor UEFA 2008-2009 împotriva celor de la Manchester United. Meciul s-a terminat 2-0 iar Barcelona a câștigat ultima piesă din Triplă.

### Internazionale

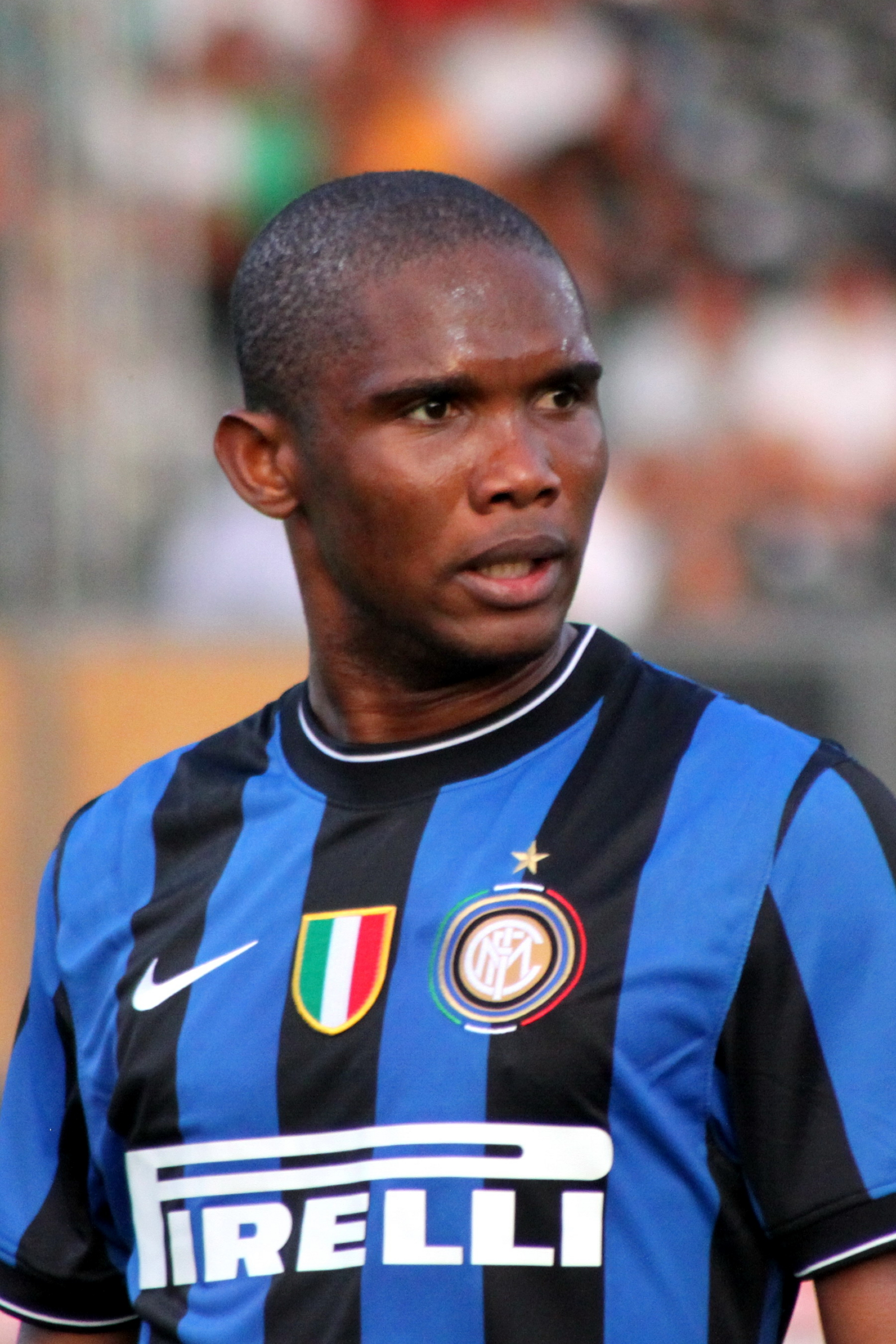
Eto'o jucând pentru Inter

După ce Maxwell s-a transferat de la Internazionale la Barcelona, Joan Laporta a confirmat că este o înțelegere între Barcelona și Internazionale pentru Zlatan Ibrahimović în schimbul lui Eto'o și 46 milioane €. După ce Ibrahimović a acceptat condițiile Barcelonei, clubul a anunțat că Eto'o și Aliaksandr Hleb vor merge la Milan pentru testele medicale și semnarea contractelor.
Pe 27 iulie 2009, Eto'o a trecut cu bine de testele medicale și a semnat cu Inter pe 5 ani. La prima sa conferință de presă în Milan, a declarat că este unde își dorește și că refuză să fie comparat cu Ibrahimović, spunând: „Sunt Samuel Eto'o și nu vreau să fiu comparat cu nimeni. Cred că victoriile adunate până acum pot contribui la concretizarea valorii numelui meu.” Pe 8 august, Eto'o a marcat primul său gol într-o partidă oficială în meciul din Supercupa Italiei. Două săptămâni mai târziu, Eto'o a marcat primul său gol din Serie A împotriva celor de la Bari dintr-un penalty. Meciul următor, în derby-ul Italiei, Eto'o a obținut un penalty, după ce Gennaro Gattuso l-a împins în zona careului, și a primit cartonașul galben. Câteva clipe mai târziu, Gattuso a fost eliminat iar Inter a câștigat partida cu 4–0. Eto'o a mai marcat împotriva Parmei, acela fiind primul său gol din acțiune în Serie A.
La sfârșitul lui septembrie 2009, Eto'o a cerut aproape 2,75 milioane £ Barcelonei după transferul la Inter. Suma reprezintă 15% din cele 29 milioane $ (17,7 mil. £) pe care Interul le-a plătit Barcelonei în iulie 2009. Cererea e bazată pe o regulă spaniolă care spune faptul că un jucător trebuie să ia 15% din suma transferului său către un alt club spaniol. În cazul în care cele două părți nu ajung la soluție, se poate ajunge în fața instanței.

### Anji Mahacikala
Pe data de 23 august 2011, Anji Mahacikala a ajuns la un acord cu Inter Milano privind transferul lui Eto'o. El a semnat un contract pe o perioadă de trei ani, care urma să expire la 30 iunie 2014, având un salariu anual 20.000.000€ (după impozitare) și devenind cel mai bine plătit fotbalist din lume la acel moment. Eto'o a debutat pentru Anji pe 27 august 2011 în meciul cu FC Rostov, când a intrat la schimb în ultima jumătate de oră din postura de rezervă și a marcat golul egalizator în minutul 80 dintr-o pasă venită din lateral de la Iuri Jirkov. Eto'o a deschis scorul în înfrângerea cu 5-3 acasă la ȚSKA Moscova, Anji rămânând cu doar 4 puncte peste FC Krasnodar în clasament, cu două meciuri înainte de calificările din grupa campionilor a Primei Ligi Ruse 2011-12. La finele sezonului 2012–13, Eto'o a fost inclus în Top 33 cei mai buni jucători ai sezonului în postura celui mai bun atacant dreapta. Proprietarul lui Anji, miliardarul Suleiman Kerimov a șocat lumea fotbalului rus prin decizia sa din august 2013 de a reduce drastic bugetul clubului și a temperamenta ambițiile clubului. Drept urmare, aproape toți jucătorii valoroși de la club au fost puși pe lista de transferuri.

### Chelsea

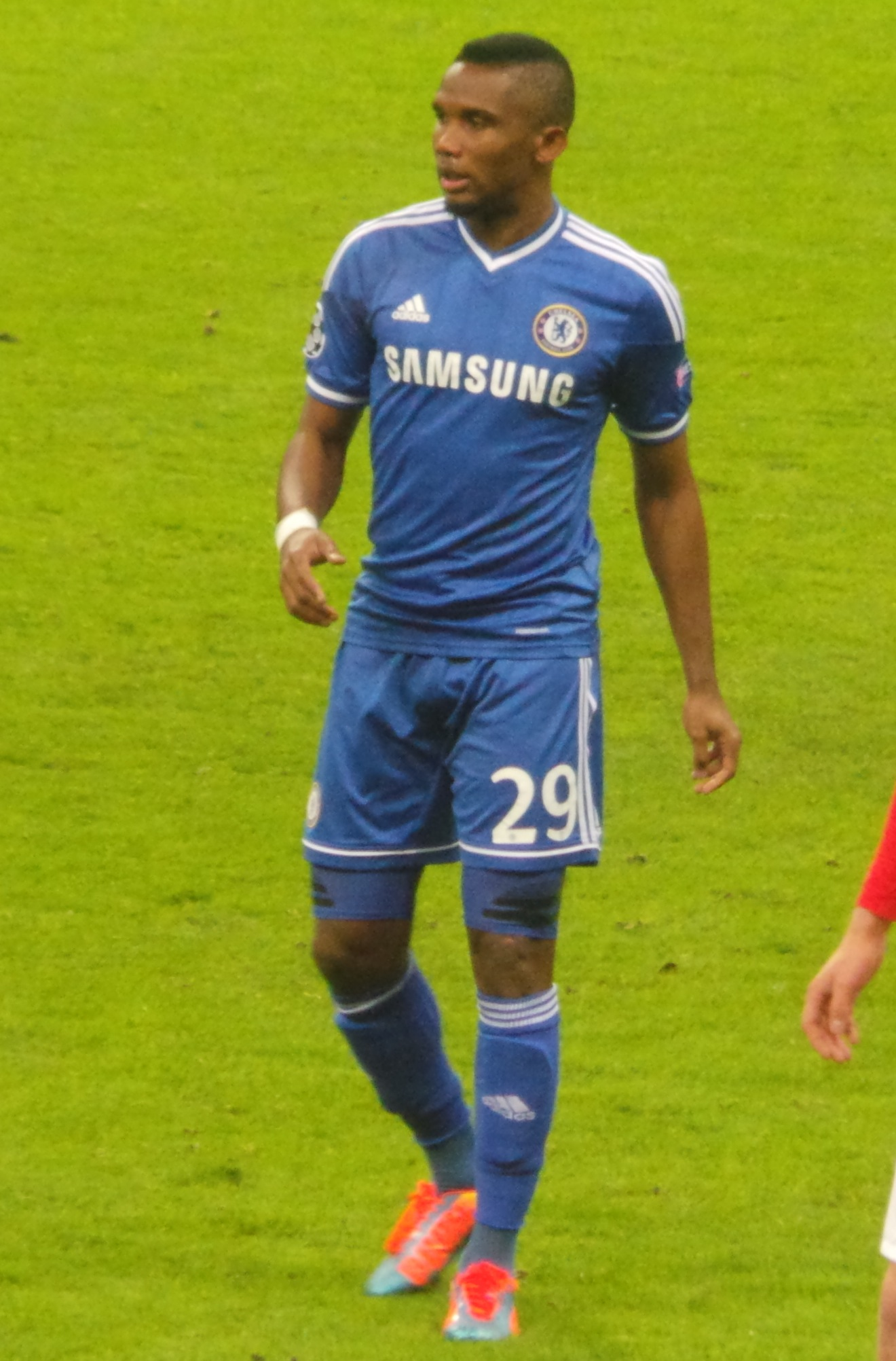
Eto'o la Chelsea în 2014

Pe 29 august 2013, Eto'o a un contract pe un an cu clubul englez Chelsea FC, suma transferului nefiind divulgată. El a înscris primul său gol pentru Chelsea pe 19 octombrie 2013, împotriva echipei Cardiff City. Pe 6 octombrie2013, în meciul de acasă al lui Chelsea contra celor de la Schalke din cadrul Ligii Campionilor 2013-14, Eto'o a marcat o dublă, scorul final fiind de 3–0. Pe 20 ianuarie 2014, Eto'o a marcat primul său hat-trick din Premier League pentru Chelsea, aducându-le „albaștrilor” o victorie cu 3–1 pe Stamford Bridge în fața rivalei Manchester United. Pe 8 martie, Eto'o a deschis scorul în victoria lui Chelsea cu 4–0 în fața lui Tottenham, după ce Jan Vertonghen a trimis o pasă nereușită înapoi, chiar pe direcția lui Eto'o. Acesta a fost cel de-al 300-lea gol din cariera sa de club.
În manșa secundă a optimilor de finală ale Ligii Campionilor dintre Chelsea și Galatasaray, Eto'o a adus în avantaj „aristocrații” deja din minutul 4, înscriind cel de-al 10-lea său gol din acel sezon, într-un meci câștigat cu 2–0. Eto'o și-a continuat evoluțiile bune cu un alt gol timpuriu, în minutul 5 în meciul cu Arsenal de pe 22 martie, câștigat cu scorul de 6–0. Totuși, atunci Eto'o a fost înlocuit în teren după doar 10 minute de Fernando Torres, după ce suferise o accidentare ușoară.

### Everton
Contractul lui Eto'o cu Chelsea a expirat la finele sezonului 2013–14 și la 26 august 2014 el s-a transferat la o altă echipă din Premier League, Everton F.C., semnând un contract pe doi ani. Debutul lui pentru club a avut loc patru zile mai târziu, chiar într-un meci cu fosta sa echipă, Chelsea, partidă în care Eto'o a și înscris un gol cu capul, iar scorul final a fost de 3–6 în defavoarea lui Everton. Pe 26 octombrie, Eto'o a fost omul decisiv pentru Everton, după ce a deschis scorul cu capul, iar apoi a mai marcat cu un șut puternic dinafara careului mare, învingând-o astfel cu 3−1 pe Burnley, iar Everton urcând în prima parte a clasamentului.
Eto'o a afirmat că ar fi vrut să câștige UEFA Europa League cu Everton, trofeu pe care anterior nu l-a mai cucerit niciodată. Totuși, el a părăsit echipa după doar un sezon petrecut la club, având înscrise 4 goluri în 20 de meciuri în toate competițiile.

### Sampdoria
Pe 27 ianuarie 2015, Eto'o s-a reîntors în Serie A, semnând un contract pe doi ani și jumătate cu U.C. Sampdoria.

### Antalyaspor
Pe 25 iunie 2015, Eto'o a semnat cu Antalyaspor un contract pe trei ani. A debutat pe 15 august 2015 într-un meci de campionat cu İstanbul Bașakșehir, în care a marcat o dublă, meci încheiat cu scorul de 3–2. Eto'o a marcat 13 goluri în primele 15 meciuri, și a fost numit ca antrenor-jucător interimar după demiterea antrenorului Yusuf Șimșek din 7 decembrie. A îndeplinit această funcție până când José Morais a preluat postul pe 6 ianuarie 2016.

## Cariera internațională

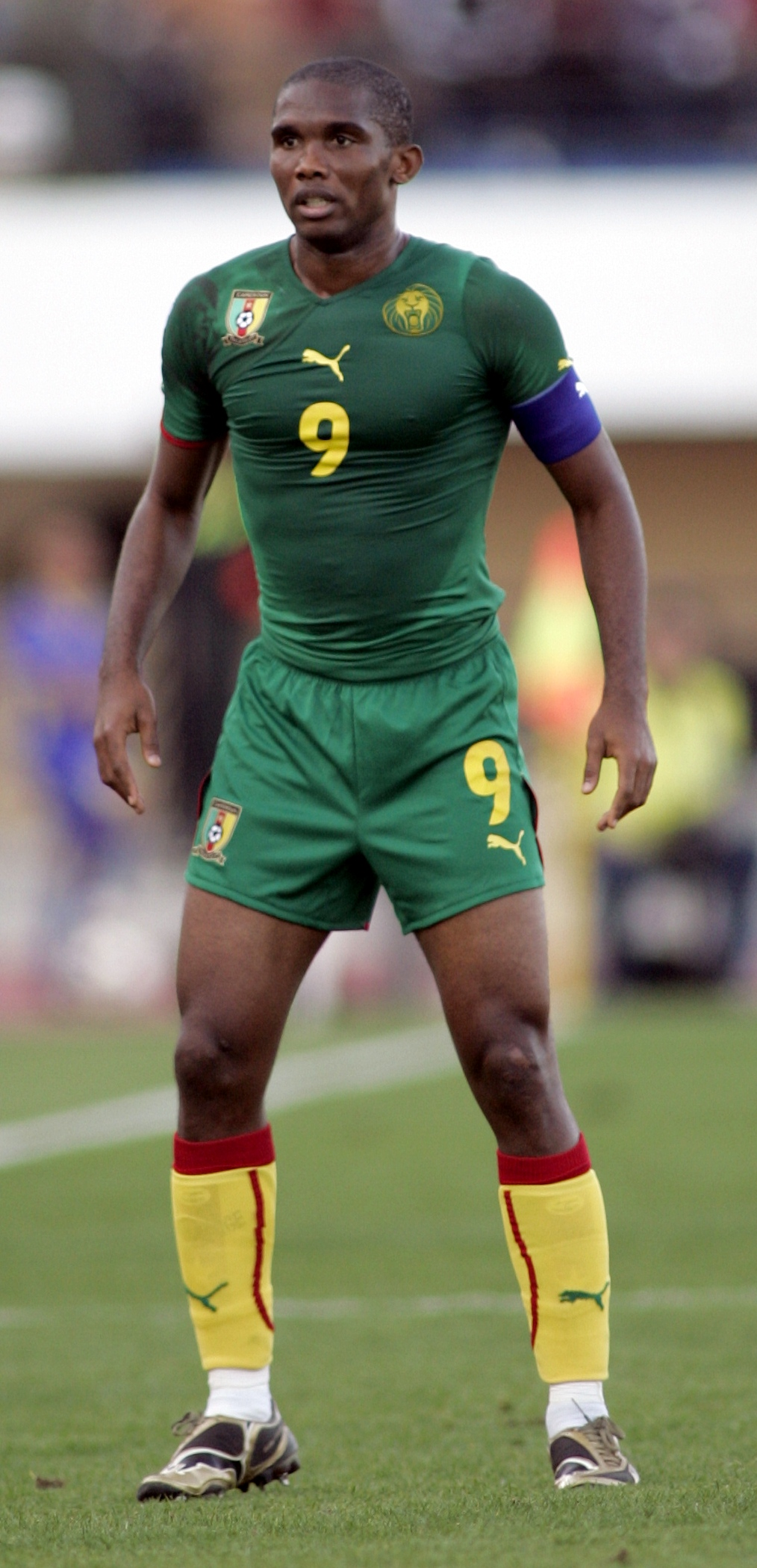
Eto'o jucând pentru națională

Eto'o și-a făcut debutul la națională pe 9 martie 1996, la vârsta de doar 14 ani, într-un amical contra selecționatei din Costa Rica, o înfrângere cu 5–0. În 1998, el a fost cel mai tânăr participant al Cupei Mondiale din 1998, jucând doar în înfrângerea cu Italia, scor 0–3. Eto'o a marcat primul gol pentru echipa națională pe 6 iunie 2002, la Campionatul Mondial din 2002 atunci când a marcat în poarta Arabiei Saudite, singura victorie a Camerunului din acea competiție.
Eto'o a făcut parte din lotul care a câștigat Cupa Africii pe națiuni în anii 2000 și 2002, și din cel medaliat cu aur la Jocurile Olimpice de vară din 2000. La Cupa Confederațiilor FIFA 2003, în care selecționata Camerunului a fost finalistă, el a marcat un singur gol în această competiție, pe 19 iunie, împotriva Braziliei. La Cupa Africii din 2006, echipa națională a Camerunului a fost eliminată în sferturile de finală de naționala Coastei de Fildeș. Meciul a fost decis la penalty-uri după ce în prelungiri scorul a rămas egal, 1-1, iar Eto'o a ratat penalty-ul decisiv. A câștigat totuși titlul de golgheter al competiției cu 5 goluri. A ratat un antrenament înainte de sferturi pentru a merge la ceremonia de decernare a premiului de Fotbalistul african al anului care a avut loc în Togo.
La Cupa Africii pe Națiuni 2008 Eto'o a devenit cel mai bun marcator al Cupei Africi, egalând recordul lui Laurent Pokou într-un meci contra Zambiei, pe 26 ianuarie 2008. Meciul următor, pe 30 ianuarie, Eto'o a doborât recordul transformând un penalty urmat de încă un gol în meciul contra celor de la Sudan, ajungând la 16 goluri marcate în această competiție. A fost golgheterul competiției din 2008 cu 5 reușite.
Pe 1 iunie 2008, Eto'o l-a cu capul pe reporterul Philippe Bony, din cauza unui incident de la o conferință de presă. Bony a suferit o accidentare, dar Eto'o și-a cerut scuze și s-a oferit să plătească cheltuielile medicale.
Pe 19 iunie 2010, Eto'o a marcat un gol într-un meci cu Danemarca din grupele Campionatului Mondial de Fotbal din 2010, profitând de o greșeală făcută de Christian Poulsen. Camerun a pierdut meciul cu scorul de 2–1 și a fost eliminată din competiție. Eto'o a numit-o ca fiind cea mai mare dezamăgire a carierei. În decembrie 2010, Eto'o a primit pentru a patra oară titlul de Fotbalistul african al anului, fiind jucătorul african cu cele mai multe titluri de acest gen.
Pe 16 decembrie 2011, Eto'o a fost suspendat pentru cincisprezece meciuri de Federația Cameruneză de Fotbal, după ce echipa a refuzat să joace într-un meci împotriva Algeriei care ar fi trebuit să aibă loc pe 15 noiembrie 2010. Suspendarea a fost redusă în ianuarie 2012 la opt luni, după ce președintele Camerunului Paul Biya le-a cerut oficialilor să regândească sancțiunea.
În iunie 2014, Eto'o a fost convocat pentru lotul Camerunului care a participat la Campionatul Mondial de Fotbal 2014, devenind al treilea african care a participat la patru turnee ale acestei competiții, după compatrioții Jacques Songo'o și Rigobert Song.
Pe 27 august 2014 Eto'o și-a anunțat retragerea de la națională.
În septembrie 2021, Samuel Eto'o și-a anunțat candidatura la președinția Federației de Fotbal din Camerun (Fecafoot).

## Viața personală
Eto'o are doi frați: David care joacă pentru FC Koper în Slovenia și Étienne care este împrumutat de Gimnàstic de Tarragona la Pobla de Mafumet CF. Eto'o este căsătorit cu Georgette din 6 iulie 2007 și are patru copii, Maelle, Étienne, Siena și Lynn, primii doi provenind dintr-o relație anterioară. Ultimii doi locuiesc împreună cu mama lor în Paris, Franța.

### Rasismul
Eto'o a avut experiențe rasiste în câteva meciuri din deplasare, în timp ce ignora insulte. Fostul coleg de echipă Thierry Henry, și fundașul Marco Zoro, au amenințat cu părăsirea terenului dacă scandările rasiste la adresa lor vor continua.
În februarie 2005, într-un meci cu Real Zaragoza, Eto'o a fost subiectul unor scandări rasiste de către suporterii Zaragozei, care au început să imite maimuțe și să arunce cu alune pe teren atunci când se afla în posesia mingii. Cu toate acestea, arbitrul Fernando Carmona Méndez nu a menționat niciun incident în raportul meciului, scriind doar că comportamenul mulțimii a fost „normal”; doi dintre cei care l-au batjocorit au fost însă prinși și le-a fost interzis să ia parte la orice eveniment sportiv, pe o perioadă de 5 luni, după ce alți suporteri i-au denunțat la poliție. Eto'o a declarat mai târziu că pedeapsa a fost insuficientă și că La Romareda ar trebui închis pentru cel puțin un an. Frank Rijkaard i-a spus să se concentreze la fotbal și să nu mai vorbească despre incident. Totuși, deranjat din nou de cântecele rasiste ale fanilor Zaragozei, Eto'o a încercat să protesteze părăsind terenul. Coechipierii săi au intervenit și l-au convins să continue să joace. Camerele de filmat au înregistrat momentul când a spus „No más” („Destul!”) în timp ce mergea către marginea terenului.
Pe 17 octombrie 2010, într-un meci din Serie A cu Cagliari, după doar trei minute de la startul partidei, arbitrul a oprit jocul pentru a-i avertiza pe fanii echipei Cagliari, care erau adresate lui Eto'o. După ce s-a reluat meciul, restul suporterilor au cântat mai tare cu scopul de a acoperi pe cele rasiste, pentru ca meciul să nu fie oprit. Inter a câștigat cu scorul de 1–0 datorită golului înscris chiar de Eto'o în minutul 39.
Din cauza rasismului suporterilor care vin la meciurile din La Liga, Eto'o nu mai aduce membrii familiei, în special copiii săi, la meciuri. „Este ceva ce m-a afectat pe mine personal. Mă gândesc că jucătorii, liderii și presa trebuie să-și unească forțele pentru ca nimeni să nu se simtă inferior din cauza culorii pielii lui. În acest moment, prefer ca copiii mei să nu mai meargă la meciuri de fotbal. În tribune ei au de ascultat lucruri care sunt greu de explicat unui copil. E mai bine să nu fie expuși la ele.”

## Statistici

### Club
La 20 ianuarie 2015.
| Club            | Sezon         | Ligă    | Ligă   | Ligă | Cupă    | Cupă   | Cupă | Europa  | Europa | Europa | Total   | Total  | Total |
| Club            | Sezon         | Meciuri | Goluri | Pase | Meciuri | Goluri | Pase | Meciuri | Goluri | Pase   | Meciuri | Goluri | Pase  |
| --------------- | ------------- | ------- | ------ | ---- | ------- | ------ | ---- | ------- | ------ | ------ | ------- | ------ | ----- |
| Leganés         | 1997-1998     | 28      | 3      | -    | 2       | 1      | -    | 0       | 0      | -      | 30      | 4      | -     |
| Leganés         | Total         | 28      | 3      | -    | 2       | 1      | -    | 0       | 0      | -      | 30      | 4      | -     |
| Real Madrid     | 1998–1999     | 1       | 0      | -    | 0       | 0      | -    | 0       | 0      | -      | 1       | 0      | -     |
| Real Madrid     | Total         | 1       | 0      | -    | 0       | 0      | -    | 0       | 0      | -      | 1       | 0      | -     |
| Espanyol        | 1998–1999     | 0       | 0      | -    | 0       | 0      | -    | 0       | 0      | -      | 0       | 0      | -     |
| Espanyol        | Total         | 0       | 0      | -    | 0       | 0      | -    | 0       | 0      | -      | 0       | 0      | -     |
| Real Madrid     | 1998–1999     | 2       | 0      | -    | 0       | 0      | -    | 3       | 0      | -      | 5       | 0      | -     |
| Real Madrid     | Total         | 2       | 0      | -    | 0       | 0      | -    | 3       | 0      | -      | 5       | 0      | -     |
| Mallorca        | 1999-2000     | 13      | 6      | -    | 0       | 0      | -    | -       | -      | -      | 13      | 6      | -     |
| Mallorca        | 2000-2001     | 28      | 11     | -    | 5       | 2      | -    | -       | -      | -      | 33      | 13     | -     |
| Mallorca        | 2001-2002     | 30      | 6      | -    | 1       | 1      | -    | 9       | 3      | -      | 40      | 10     | -     |
| Mallorca        | 2002-2003     | 32      | 14     | -    | 6       | 5      | -    | 0       | 0      | -      | 36      | 19     | -     |
| Mallorca        | 2003-2004     | 32      | 17     | -    | 2       | 0      | -    | 7       | 4      | -      | 41      | 21     | -     |
| Mallorca        | Total         | 133     | 54     | -    | 14      | 8      | -    | 16      | 7      | -      | 163     | 69     | -     |
| FC Barcelona    | 2004-2005     | 37      | 25     | 6    | 1       | 0      | 0    | 7       | 4      | 0      | 45      | 29     | 6     |
| FC Barcelona    | 2005-2006     | 35      | 26     | 5    | 2       | 2      | 0    | 11      | 6      | 4      | 48      | 34     | 9     |
| FC Barcelona    | 2006-2007     | 19      | 11     | 8    | 4       | 1      | 0    | 4       | 1      | 3      | 27      | 13     | 11    |
| FC Barcelona    | 2007-2008     | 18      | 16     | 3    | 4       | 0      | 0    | 7       | 1      | 0      | 28      | 18     | 3     |
| FC Barcelona    | 2008-2009     | 36      | 30     | 4    | 4       | 0      | 0    | 12      | 6      | 2      | 52      | 36     | 6     |
| FC Barcelona    | Total         | 145     | 108    | 20   | 14      | 4      | 0    | 41      | 18     | 9      | 200     | 130    | 35    |
| Inter Milano    | 2009-2010     | 32      | 12     | 5    | 3       | 2      | 0    | 13      | 2      | 2      | 48      | 16     | 7     |
| Inter Milano    | 2010–2011     | 35      | 21     | 9    | 7       | 8      | 1    | 11      | 8      | 5      | 53      | 37     | 15    |
| Inter Milano    | Total         | 67      | 33     | 14   | 7       | 9      | 0    | 24      | 10     | 7      | 101     | 53     | 22    |
| Anji Mahacikala | 2011–2012     | 4       | 2      | 0    | 0       | 0      | 0    | 0       | 0      | 0      | 4       | 2      | 0     |
| Anji Mahacikala | Total         | 51      | 25     | 11   | 4       | 2      | 0    | 16      | 9      | 3      | 71      | 36     | 14    |
| Chelsea         | 2013–14       | 21      | 9      | 4    | 5       | 0      | 0    | 9       | 3      | 2      | 34      | 12     | 6     |
| Chelsea         | Total         | 21      | 9      | 4    | 5       | 0      | 0    | 9       | 3      | 2      | 34      | 12     | 6     |
| Everton         | 2014–15       | 14      | 3      | 1    | 2       | 0      | 0    | 4       | 1      | 1      | 20      | 4      | 2     |
| Everton         | Total         | 14      | 3      | 1    | 2       | 0      | 0    | 4       | 1      | 1      | 20      | 4      | 2     |
| Total carieră   | Total carieră | 466     | 236    | 56   | 50      | 23     | 1    | 113     | 48     | 22     | 627     | 308    | 79    |

### Internațional
| Camerun | Camerun | Camerun |
| ------- | ------- | ------- |
| An      | Meciuri | Goluri  |
| 1997    | 3       | 1       |
| 1998    | 5       | 0       |
| 1999    | 1       | 0       |
| 2000    | 9       | 5       |
| 2001    | 9       | 2       |
| 2002    | 13      | 5       |
| 2003    | 7       | 2       |
| 2004    | 9       | 4       |
| 2005    | 6       | 1       |
| 2006    | 5       | 5       |
| 2007    | 3       | 1       |
| 2008    | 11      | 11      |
| 2009    | 8       | 5       |
| 2010    | 12      | 8       |
| 2011    | 9       | 4       |
| 2012    | 2       | 0       |
| 2013    | 4       | 2       |
| 2014    | 2       | 1       |
| Total   | 117     | 56      |

### Goluri internaționale
Sursă:
| #  | Data               | Adversar         | Scor | Rezultat | Competiție                                             |
| -- | ------------------ | ---------------- | ---- | -------- | ------------------------------------------------------ |
| 1  | 9 august 1997      | Zambia           | 3–3  | 3–3      | Cupa LG                                                |
| 2  | 28 ianuarie 2000   | Coasta de Fildeș | 2–0  | 3–0      | Cupa Africii pe Națiuni 2000                           |
| 3  | 6 februarie 2000   | Algeria          | 1–0  | 2–1      | Cupa Africii pe Națiuni 2000                           |
| 4  | 10 februarie 2000  | Tunisia          | 2–0  | 3–0      | Cupa Africii pe Națiuni 2000                           |
| 5  | 13 februarie 2000  | Nigeria          | 0–1  | 2–2      | Cupa Africii pe Națiuni 2000                           |
| 6  | 19 aprilie 2000    | Somalia          | 3–0  | 3–0      | Calificările pentru Campionatul Mondial de Fotbal 2002 |
| 7  | 28 ianuarie 2001   | Togo             | 2–0  | 2–0      | Calificările pentru Campionatul Mondial de Fotbal 2002 |
| 8  | 1 iulie 2001       | Togo             | 2–0  | 2–0      | Calificările pentru Campionatul Mondial de Fotbal 2002 |
| 9  | 7 ianuarie 2002    | Burkina Faso     | 3–1  | 3–1      | Meci amical                                            |
| 10 | 29 ianuarie 2002   | Togo             | 3–0  | 3–0      | Cupa Africii pe Națiuni 2002                           |
| 11 | 27 martie 2002     | Argentina        | 2–2  | 2–2      | Meci amical                                            |
| 12 | 26 mai 2002        | Anglia           | 2–2  | 2–2      | Meci amical                                            |
| 13 | 6 iunie 2002       | Arabia Saudită   | 1–0  | 1–0      | Campionatul Mondial de Fotbal 2002                     |
| 14 | 27 martie 2003     | Madagascar       | 2–0  | 2–0      | Turneul Tunis                                          |
| 15 | 19 iunie 2003      | Brazilia         | 1–0  | 1–0      | Cupa Confederațiilor FIFA 2003                         |
| 16 | 8 februarie 2004   | Nigeria          | 1–2  | 1–2      | Cupa Africii pe Națiuni 2004                           |
| 17 | 6 iunie 2004       | Benin            | 2–1  | 2–1      | Calificările pentru Campionatul Mondial de Fotbal 2006 |
| 18 | 4 iulie 2004       | Coasta de Fildeș | 2–0  | 2–0      | Calificările pentru Campionatul Mondial de Fotbal 2006 |
| 19 | 15 septembrie 2004 | Egipt            | 2–3  | 2–3      | Calificările pentru Campionatul Mondial de Fotbal 2006 |
| 20 | 4 iunie 2005       | Benin            | 4–1  | 4–1      | Calificările pentru Campionatul Mondial de Fotbal 2006 |
| 21 | 21 ianuarie 2006   | Angola           | 1–0  | 3–1      | Cupa Africii pe Națiuni 2006                           |
| 22 | 21 ianuarie 2006   | Angola           | 2–1  | 3–1      | Cupa Africii pe Națiuni 2006                           |
| 23 | 21 ianuarie 2006   | Angola           | 3–1  | 3–1      | Cupa Africii pe Națiuni 2006                           |
| 24 | 25 ianuarie 2006   | Togo             | 1–0  | 2–0      | Cupa Africii pe Națiuni 2006                           |
| 25 | 29 ianuarie 2006   | RD Congo         | 2–0  | 2–0      | Cupa Africii pe Națiuni 2006                           |
| 26 | 3 iunie 2007       | Liberia          | 0–2  | 1–2      | Calificările pentru Cupa Africii pe Națiuni 2008       |
| 27 | 22 ianuarie 2008   | Egipt            | 3–1  | 4–2      | Cupa Africii pe Națiuni 2008                           |
| 28 | 22 ianuarie 2008   | Egipt            | 4–2  | 4–2      | Cupa Africii pe Națiuni 2008                           |
| 29 | 26 ianuarie 2008   | Zambia           | 4–0  | 5–1      | Cupa Africii pe Națiuni 2008                           |
| 30 | 30 ianuarie 2008   | Sudan            | 1–0  | 3–0      | Cupa Africii pe Națiuni 2008                           |
| 31 | 30 ianuarie 2008   | Sudan            | 3–0  | 3–0      | Cupa Africii pe Națiuni 2008                           |
| 32 | 31 mai 2008        | Capul Verde      | 2–0  | 2–0      | Calificările pentru Campionatul Mondial de Fotbal 2010 |
| 33 | 8 iunie 2008       | Mauritius        | 0–2  | 3–0      | Calificările pentru Campionatul Mondial de Fotbal 2010 |
| 34 | 21 iunie 2008      | Tanzania         | 1–0  | 2–1      | Calificările pentru Campionatul Mondial de Fotbal 2010 |
| 35 | 21 iunie 2008      | Tanzania         | 2–1  | 2–1      | Calificările pentru Campionatul Mondial de Fotbal 2010 |
| 36 | 11 octombrie 2008  | Mauritius        | 1–0  | 5–0      | Calificările pentru Campionatul Mondial de Fotbal 2010 |
| 37 | 11 octombrie 2008  | Mauritius        | 2–0  | 5–0      | Calificările pentru Campionatul Mondial de Fotbal 2010 |
| 38 | 11 februarie 2009  | Guineea          | 3–1  | 3–1      | Meci amical                                            |
| 39 | 11 februarie 2009  | Guineea          | 3–1  | 3–1      | Meci amical                                            |
| 40 | 5 septembrie 2009  | Gabon            | 0–2  | 0–2      | Calificările pentru Campionatul Mondial de Fotbal 2010 |
| 41 | 9 septembrie 2009  | Gabon            | 2–0  | 2–1      | Calificările pentru Campionatul Mondial de Fotbal 2010 |
| 42 | 14 noiembrie 2009  | Maroc            | 0–2  | 0–2      | Calificările pentru Campionatul Mondial de Fotbal 2010 |
| 43 | 17 ianuarie 2010   | Zambia           | 2–1  | 3–2      | Cupa Africii pe Națiuni 2010                           |
| 44 | 21 ianuarie 2010   | Tunisia          | 1–1  | 2–2      | Cupa Africii pe Națiuni 2010                           |
| 45 | 19 iunie 2010      | Danemarca        | 1–0  | 1–2      | Campionatul Mondial de Fotbal 2010                     |
| 46 | 24 iunie 2010      | Țările de Jos    | 1–1  | 1–2      | Campionatul Mondial de Fotbal 2010                     |
| 47 | 11 august 2010     | Polonia          | 0–1  | 0–3      | Meci amical                                            |
| 48 | 11 august 2010     | Polonia          | 0–2  | 0–3      | Meci amical                                            |
| 49 | 4 septembrie 2010  | Mauritius        | 0–1  | 1–3      | Calificările pentru Cupa Africii pe Națiuni 2012       |
| 50 | 4 septembrie 2010  | Mauritius        | 1–2  | 1–3      | Calificările pentru Cupa Africii pe Națiuni 2012       |
| 51 | 3 septembrie 2011  | Mauritius        | 3–0  | 6–0      | Calificările pentru Cupa Africii pe Națiuni 2012       |
| 52 | 7 octombrie 2011   | RD Congo         | 1–1  | 2–3      | Calificările pentru Cupa Africii pe Națiuni 2012       |
| 53 | 11 noiembrie 2011  | Sudan            | 3–1  | 3–1      | Cupa Marrakech LG 2011                                 |
| 54 | 13 noiembrie 2011  | Maroc            | 0–1  | 1–1      | Cupa Marrakech LG 2011                                 |
| 55 | 23 martie 2013     | Togo             | 1–0  | 2–1      | Calificările pentru Campionatul Mondial de Fotbal 2014 |
| 56 | 23 martie 2013     | Togo             | 2–1  | 2–1      | Calificările pentru Campionatul Mondial de Fotbal 2014 |
| 57 | 1 iunie 2014       | Germania         | 0–1  | 2–2      | Meci amical                                            |

## Palmares

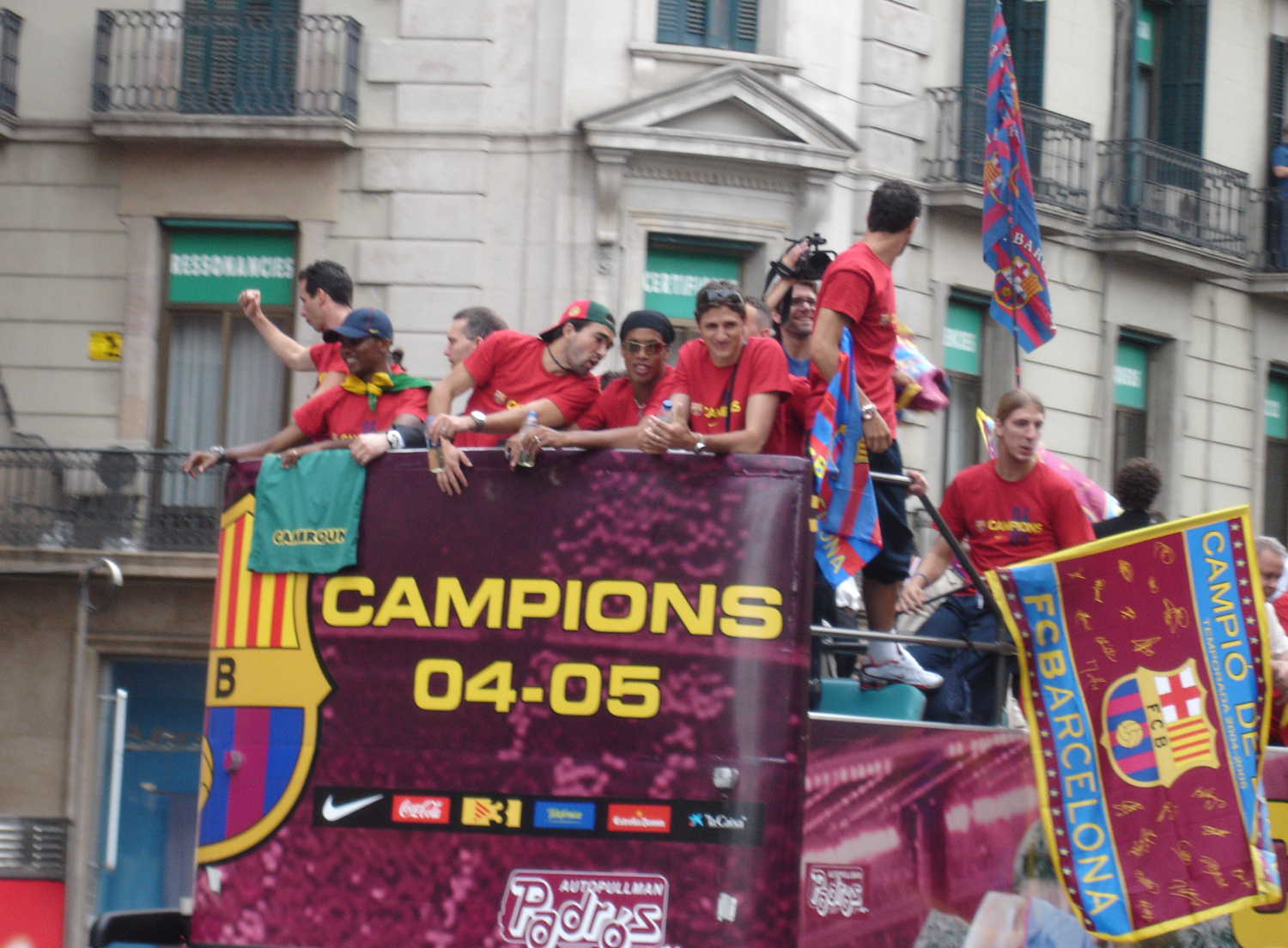
Barcelona sărbătorind câștigarea campionatului în sezonul 2005-2006. Eto'o este al doilea din stânga.

### Club
Mallorca
- Copa del Rey (1): 2003

Barcelona
- La Liga (3): 2004–05, 2005–2006, 2008–2009
- Copa del Rey (1): 2009
- Supercupa Spaniei (2): 2005, 2006
- UEFA Champions League (2): 2005–2006, 2008–2009

Internazionale
- Serie A (1): 2009–2010
- Coppa Italia (2): 2010, 2011
- Supercupa Italiei (1): 2010
- UEFA Champions League (1): 2009–2010
- Campionatul Mondial al Cluburilor FIFA (1): 2010

### Națională
Camerun
- Cupa Africii pe Națiuni (2): 2000, 2002

Echipa Olimpică a Camerunului
- Medalie de aur (1): 2000

### Individual
- Fotbalistul african al anului: 2003, 2004, 2005, 2010 [91]
- Trofeul Pichichi: 2006[92]
- UEFA Club Forward of the Year: 2006
- FIFA Club World Cup – Golden Ball 2010
- 2005 FIFA World Player of the Year (Bronze Award)
- Young African Player of the Year: 2000
- ESM Team of the Year: 2004–05, 2005–06, 2008–09, 2010–11
- FIFPro World XI: 2005, 2006
- UEFA Team of the Year: 2005, 2006
- Prima Ligă Rusă Top 33 de jucători – #1 atacant dreapta: 2012/13[52]
- Cupa Africii pe Națiuni — Golgheter: 2006, 2008
- Cupa Africii pe Națiuni — Golgheter All-Time
- Golgheterul All-Time al RCD Mallorca
- Golgheter All-Time al naționalei Camerunului
- Omul meciului în Finala Ligii Campionilor 2006